# Chief Minister der Isle of Man

Wappen der Insel Man

Der Chefminister (engl. Chief Minister, Manx Ard-choylargh) der Insel Man ist das exekutive Mitglied des Tynwald, des Parlaments der Insel Man. Der Chefminister wird nach Parlamentswahlen von den Abgeordneten des Tynwald für eine fünfjährige Amtszeit gewählt. Der Amtsinhaber kann am Ende seiner Amtszeit wiedergewählt werden, wenn er immer noch Mitglied des Tynwald ist. Das Amt des Chefministers wurde im Dezember 1986 geschaffen. Davor war der Vorsitzende des Exekutivrats (Chairman of the Executive Council) Regierungschef.

## Geschichte des Amtes, Wahlen und politische Ereignisse

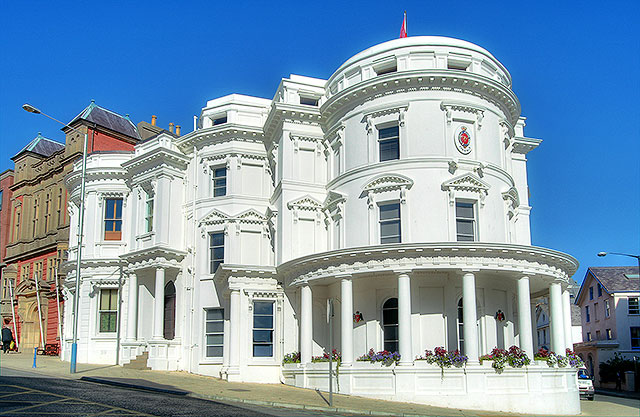
Das House of Keys, das Unterhaus des Parlaments der Isle of Man (Tynwald), tagt in dem The Wedding Cake (‚Der Hochzeitskuchen‘) genannten Gebäude.

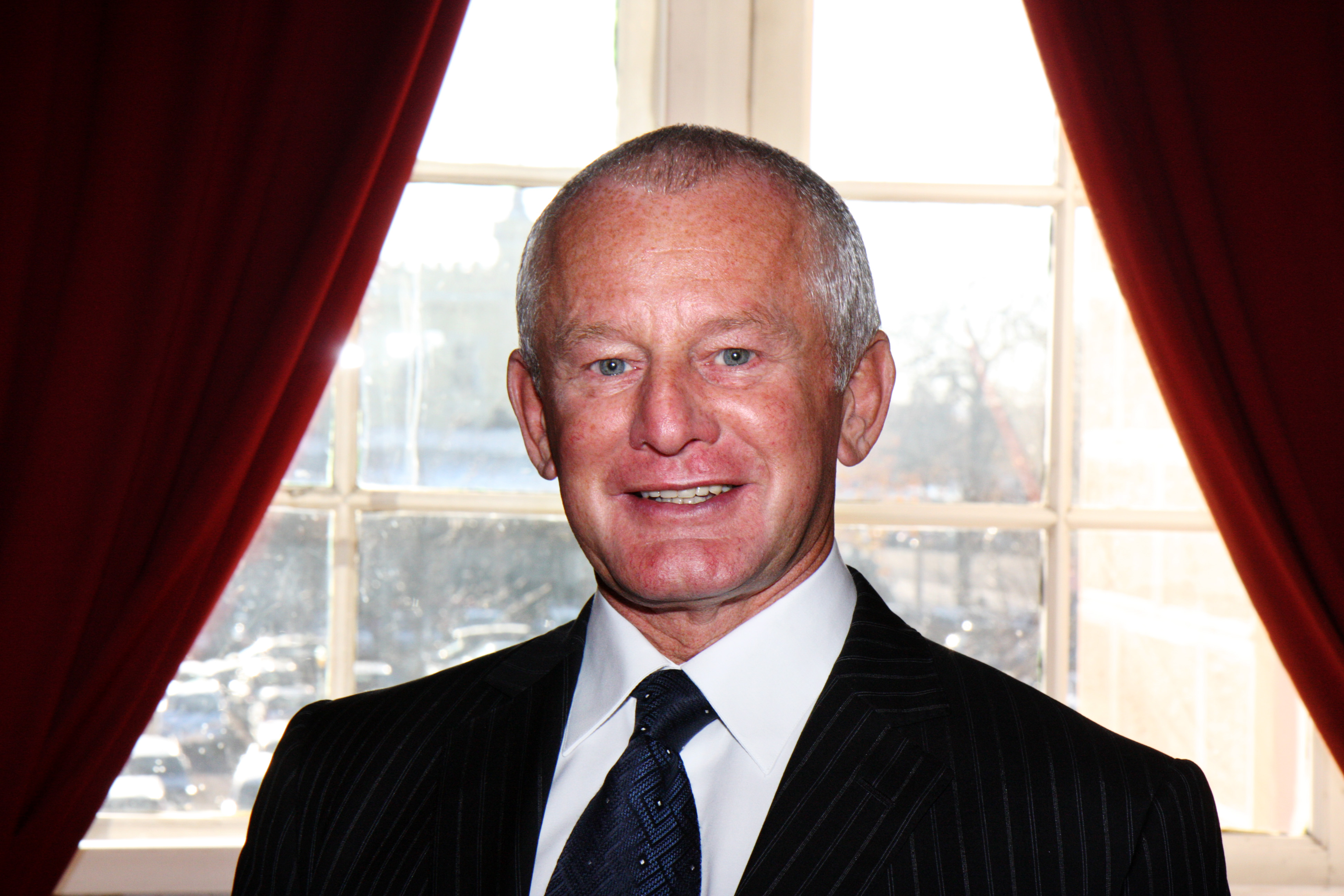
Allan Bell war zwischen 2011 und 2016 Chief Minister der Isle of Man.

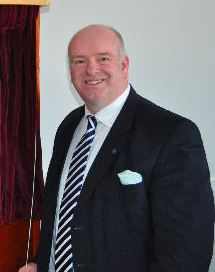
Howard Quayle fungierte von 2016 bis 2021 als Chefminister.

Bei den Parlamentswahlen vom 21. September 1996 wurden nur parteilose Kandidaten in das 24-köpfige House of Keys gewählt.
Bei den Wahlen zum House of Keys am 22. November 2001 erhielt die Manx Labour Party 17,3 Prozent der Stimmen (2 Sitze), die Alliance for Progressive Government 14,6 Prozent (3 Mandate) und die Überparteilichen 19 Sitze, wobei die als Unabhängigkeitspartei geltende Manx Nationalist Party die Wahlen boykottierte. Die Wahlbeteiligung lag bei 57,6 Prozent. Richard Kenneth Corkill wurde daraufhin am 4. Dezember 2001 mit 21 Stimmen gegenüber zehn Stimmen für Edgar Quine zum neuen Chief Minister gewählt.
Am 23. Juli 2003 verstarb Sir Charles Kerruish, der von 1961 bis 1967 als Chairman of the Executive Council erster Regierungschef der Isle of Man war. Clifford Irving, der zwischen 1977 und 1981 Vorsitzender des Exekutivrates war, verstarb am 13. Juli 2004.
Am 2. Dezember 2004 trat Chief Minister Richard Corkill zurück, woraufhin Donald Gelling am 12. Dezember 2004 zum zweiten Mal zum Chief Minister gewählt wurde.
Bei den Parlamentswahlen am 23. November 2006 gewannen die Unabhängigen 21 von 24 Sitzen, die Liberal Vannin Party zwei Mandate und die Manx Labour Party einen Sitz. Nach der Parlamentswahl fand die neuerliche Wahl eines Chefministers statt. Kandidaten für das House of Keys, des Unterhauses des Tynwald, mussten vor der Wahl ihre Absicht, sich um das Amt des Chefministers zu bewerben, nicht öffentlich machen. John Shimmin kündigte Ende Juli an, dass er sich bewerben wolle, wenn er wiedergewählt würde. Beim Ablauf der Meldefrist für das Amt am 25. November waren die Kandidaten John Shimmin, Gesundheitsminister Steve Rodan und der ehemalige Finanzminister David Cannan. Keiner der drei war im ersten Wahlgang erfolgreich, da keiner die notwendigen 16 Mitglieder des Tynwald hinter sich bringen konnte. Der Sprecher des House of Keys, Tony Brown, war der einzige Kandidat im zweiten Wahlgang am 14. Dezember 2006. Er wurde ohne Gegenkandidaten mit 27 Stimmen gewählt.
Bei den Parlamentswahlen am 29. September 2011 errangen die Unabhängigen 21 von 24 Sitzen und die Liberale Vannin-Partei drei Mandate. Danach wurde am 11. Oktober 2011 Allan Robert Bell zum Chefminister gewählt und besiegte Peter Karran mit 29 zu drei Stimmen. Am 21. Juni 2013 verstarb Edgar Mann, der von 1985 bis 1986 letzter Vorsitzender des Exekutivrates war.
Bei den Parlamentswahlen am 22. September 2016 errangen die Unabhängigen 91,7 Prozent der Stimmen und damit 21 von 24 Sitzen im House of Keys, während die Liberale Vannin-Partei mit 6,4 Prozent drei Mandate errang. Am 4. Oktober 2016 wählte das Parlament daraufhin Howard Quayle zum Chief Minister. Er erhielt 21 Stimmen, während neun Stimmen auf Alf Cannan und drei Stimmen auf Kate Beecroft fielen.
Bei den Parlamentswahlen am 23. September 2021 erhielten die Unabhängigen 86,2 Prozent der Stimmen (21 von 24 Sitzen), die Liberale Vannin-Partei 5,3 Prozent (1 Sitz), die Manx Labour Party 5,1 Prozent (2 Sitze) und die Grünen 3,3 Prozent (0 Sitze). Das Parlament wählte danach am 12. Oktober 2021 Alfred Cannan zum neuen Chefminister. Er erhielt 14 Stimmen und schlug damit Alex Allinson, auf den acht Stimmen entfielen.

## Amtsinhaber

### Vorsitzende des Exekutivrates(Chairmen of the Executive Council)
| Beginn der Amtszeit | Ende der Amtszeit | Amtsinhaber                   | Lebensdaten |
| ------------------- | ----------------- | ----------------------------- | ----------- |
| 1961                | Februar 1967      | Charles Kerruish              | 1917–2003   |
| Februar 1967        | Januar 1971       | Norman Crowe                  | 1905–1992   |
| Januar 1971         | Januar 1977       | Percy Radcliffe (1. Amtszeit) | 1916–1991   |
| Januar 1977         | 24. November 1981 | Clifford Irving               | 1914–2004   |
| 24. November 1981   | März 1985         | Percy Radcliffe (2. Amtszeit) | 1916–1991   |
| März 1985           | Dezember 1986     | Edgar Mann                    | 1926–2013   |

### Chef Minister(Chief Minister)
| Beginn der Amtszeit | Ende der Amtszeit | Amtsinhaber                        | Lebensdaten |
| ------------------- | ----------------- | ---------------------------------- | ----------- |
| Dezember 1986       | 3. Dezember 1996  | Miles Walker                       | * 1940      |
| 3. Dezember 1996    | 4. Dezember 2001  | Donald James Gelling (1. Amtszeit) | * 1938      |
| 4. Dezember 2001    | 14. Dezember 2004 | Richard Kenneth Corkill            | * 1951      |
| 14. Dezember 2004   | 14. Dezember 2006 | Donald James Gelling (2. Amtszeit) | * 1938      |
| 14. Dezember 2006   | 11. Oktober 2011  | James Anthony „Tony“ Brown         | * 1950      |
| 11. Oktober 2011    | 4. Oktober 2016   | Allan Robert Bell                  | * 1947      |
| 4. Oktober 2016     | 12. Oktober 2021  | Howard Quayle                      | * 1967      |
| 12. Oktober 2021    | 0000              | Alfred Cannan                      | * 1968      |